# Friedrich Rebling

Friedrich Rebling

Friedrich August Rebling (14. August 1835 in Barby – 15. Oktober 1900 in Leipzig) war ein deutscher Opernsänger (Tenor) und Gesangspädagoge.

## Leben
Rebling besuchte das Leipziger Konservatorium (1852–1854), wo er nicht nur im Gesang, sondern auch im Klavier- und Violinspielen ausgebildet wurde. Professor Franz Götze, Ignaz Moscheles und Moritz Hauptmann waren seine Lehrer.
Seine Bühnenlaufbahn betrat er 1855, versuchte sich zuerst an kleineren Bühnen und trat 1858 in den Verband des Stadttheaters Leipzig, wo er als „Josef“ debütierte. Nach kurzem Verbleib daselbst nahm er Engagement in Rostock, Königsberg und Breslau und kehrte 1865 nach Leipzig zurück, wo er bis zum Scheiden von der Bühne (1879) verblieb.
Bereits 1877 wurde dieser vielseitige und gediegene Musiker von umfassender Bildung als Lehrer der Stimmbildung und der Gesangsunterrichtmethode an das Leipziger Konservatorium für Musik berufen. Zahlreiche, an ersten Bühnen wirkende Gesangskräfte verdanken Rebling ihren Unterricht. Zudem war er Korrespondent für das Musikalische Wochenblatt.
Als ausübender Künstler war er nicht minder geschätzt wie als Lehrer und wurde seine stimmliche Begabung ebenso rühmend hervorgehoben wie seine außerordentliche Bühnengewandtheit. Seine Darstellungen Mozartscher wie Wagnerschen Rollen (von letzteren seine namentlich „David“ und „Mime“ hervorgehoben) wurden als mustergültige bezeichnet. Der Künstler starb am 15. Oktober 1900 in Leipzig.

## Schüler
- Paula Doenges, Paul Ehrke, Max Richards, Magdalene Seebe und Carl August Weber.